# Orquestra de Câmara de Lausanne
A Orquestra de Câmara de Lausanne ou de Lausana (em francês: Orchestre de Chambre de Lausanne) é uma orquestra de câmara suíça fundada em 1942, na cidade de Lausanne. Seu atual regente titular atual é Christian Zacharias.

## Regentes titulares
- Christian Zacharias (2000-presente)
- Jesús López Cobos (1990-2000)
- Lawrence Foster (1985-1990)
- Armin Jordan (1973-1985)
- Victor Desarzens (1942-1972)